# Michèle Lamont
Michèle Lamont (Toronto, Canadá, 1957) é uma socióloga e professora de estudos europeus e sociologia na Universidade Harvard.

## Carreira
Formada em teoria política na Universidade de Ottawa, em 1979, Michèle Lamont obteve seu doutorado em Sociologia pela Université de Paris em 1983. Após um pós-doutorado na Universidade de Stanford, em 1983-1985, Lamont foi professora da Universidade do Texas-Austin (1985-1987), da Universidade Princeton (1987-1993) e a Universidade Harvard (2002–presente).
Desde 2002, Lamont tem servido como co-diretora do Programa Social do Instituto Canadense de Pesquisa Avançada. O programa interdisciplinar reúne cientistas sociais de destaque que se reúnem três vezes por anos para discutir os novos desafios das sociedades. O grupo produziu dois livros: Successful Societies: How Institutions and Culture Affect Health (2009) e Social Resilience in the Neo-Liberal Era (2013). Ambos, co-editados por Pedro A. Hall e Michèle Lamont, foram publicado pela Cambridge University Press.
Em 2009 e 2010, Lamont serviu como consultora Sênior de Desenvolvimento de Professores e Diversidade na Faculdade de Artes e Ciências da Universidade de Harvard. Em julho de 2015 Lamont começou um mandato de cinco anos, para servir como diretor do Centro Weatherhead  para Assuntos Internacionais (WCFIA). Este centro está entre os maiores centros de ciências sociais da Harvard.
Lamont foi professora visitante em várias instituições, incluindo Colégio de França, Fondation Nationale des Sciences Politiques (Science Po), Université de Paris 8, École des hautes études en sciences sociales, Universidade de Mainz e Universidade de Tel Aviv. 
Lamont foi eleita recentemente a 108a presidente da Associação Americana de Sociologia.

## Contribuições para a sociologia
As principais obras de Lamont comparam como as pessoas compartilham conceitos de influência e sustentam uma variedade de hierarquias sociais e redes de desigualdade. Ela está preocupada com o papel de vários processos culturais na criação e reprodução da desigualdade.
Os primeiros escritos de Lamont formularam críticas influentes da obra de Pierre Bourdieu, com quem estudou em Paris. Seu primeiro livro, Money, Morals, Manners, mostra que as teorias de Bourdieu de capital cultural e habitus ignoram sinais de status e repertórios nacionais que explicam as diferenças entre as culturas de classes dos EUA e França. Com isso, ela participou do que se chamou da sociologia da "construção de significado" nos EUA (meaning-making sociology). A pesquisa de Lamont e colegas demonstraram a importância de considerar os vários aspectos da cultura, como explanans e explanandum, nas ciências sociais, como algo mais do que uma "categoria residual".

## Publicações
- Money, Morals and Manners: The Culture of the French and the American Upper-Middle Class. Chicago: University of Chicago Press (Morality and Society series, ed. by Alan Wolfe). (2nd edition: 1999).'
- Lamont, Michele (1992). Money, Morals and Manners: The Culture of the French and the American Upper-Middle Class. [S.l.]: University of Chicago Press. ISBN 0-674-00992-4
- The Dignity of Working Men: Morality and the Boundaries of Race, Class, and Immigration. Cambridge: Harvard University Press and New York: Russell Sage Foundation. Paperback 2002. ISBN 0-674-00992-4
- How Professors Think: Inside the Curious World of Academic Judgment. Cambridge: Harvard University Press 2009.